# キャロル・マン
キャロル・マン（Carol Mann、1941年2月3日 - 2018年5月20日）は、アメリカ合衆国の女子プロゴルファー。1961年からLPGAツアーに参戦、メジャー2勝を含む通算38勝を挙げた。世界ゴルフ殿堂のメンバーである。身長191cmは当時としては最も長身の女子選手であった。

## アマチュア時代
ニューヨーク州バッファローで生まれ、メリーランド州ボルチモアとイリノイ州シカゴで育った。9歳からゴルフを始める。1958年にウエスタン・ジュニアとシカゴ・ジュニア、1960年にシカゴ女子アマチュアに勝利した。ノースカロライナ大学グリーンズボロ校に学ぶ。

## プロ転向後
1960年にプロに転向、1961年からLPGAツアーに参戦。1964年、当時のメジャー選手権であった女子ウェスタンオープンで初優勝を飾った。その後も勝利を重ね、LPGAツアーでメジャー2勝を含む通算38勝を挙げた。1968年には最少平均ストローク数を達成した選手に与えられるLPGAベアトロフィーを獲得し、1969年にはLPGA賞金女王に輝いた。1968年に10勝（キャシー・ウィットワースとタイ）、1969年に8勝、1975年は4勝（サンドラ・ヘイニーとタイ）と、3度に亘りシーズン最多勝利を手にした。最後のツアーフル参戦のシーズンは1981年であった。
1973年から1976年まで、LPGAの会長を務めた。1977年、世界ゴルフ殿堂入り。
マンはゴルフ・インストラクター、マニュエル・デ・ラ・トーレの長きに亘る教え子であった。2008年、PGAから「ファーストレディー・オブ・ゴルフアワード」を受賞。
2018年5月20日、テキサス州ザ・ウッドランズの自宅にて77歳で死去。

## プロ戦績

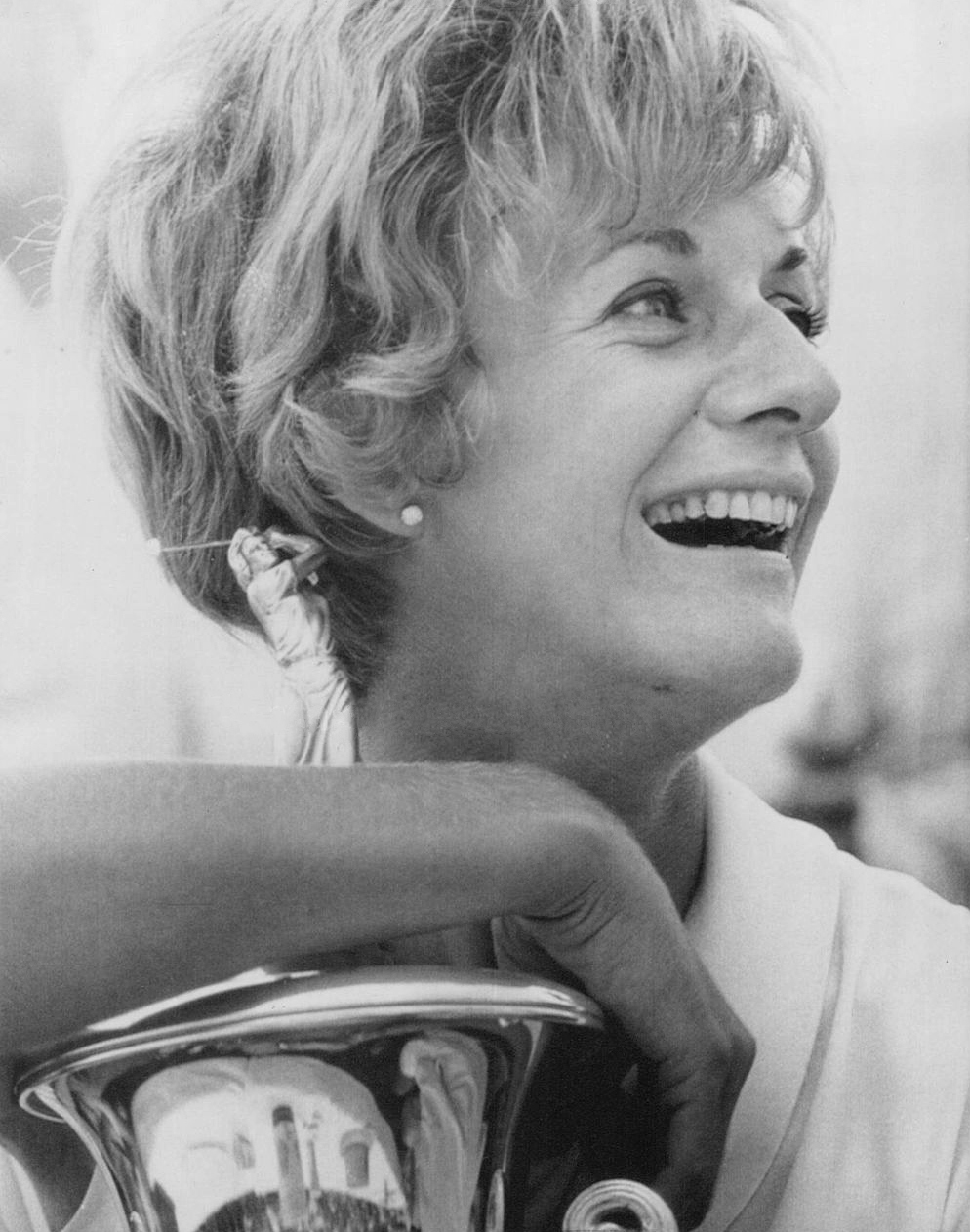
1968年、パブスト・レディース・クラシック

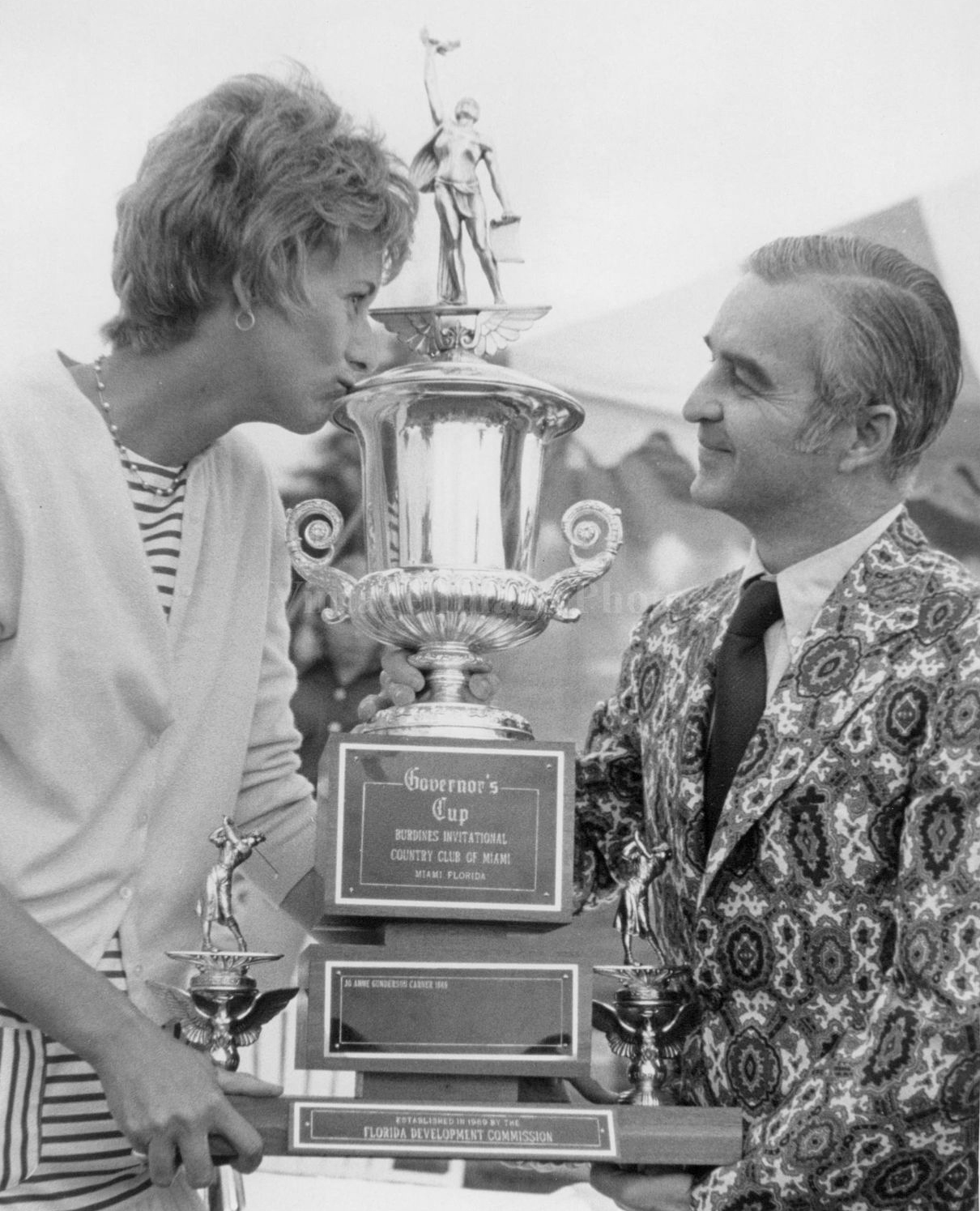
1970年、バーディン・インビテーショナル

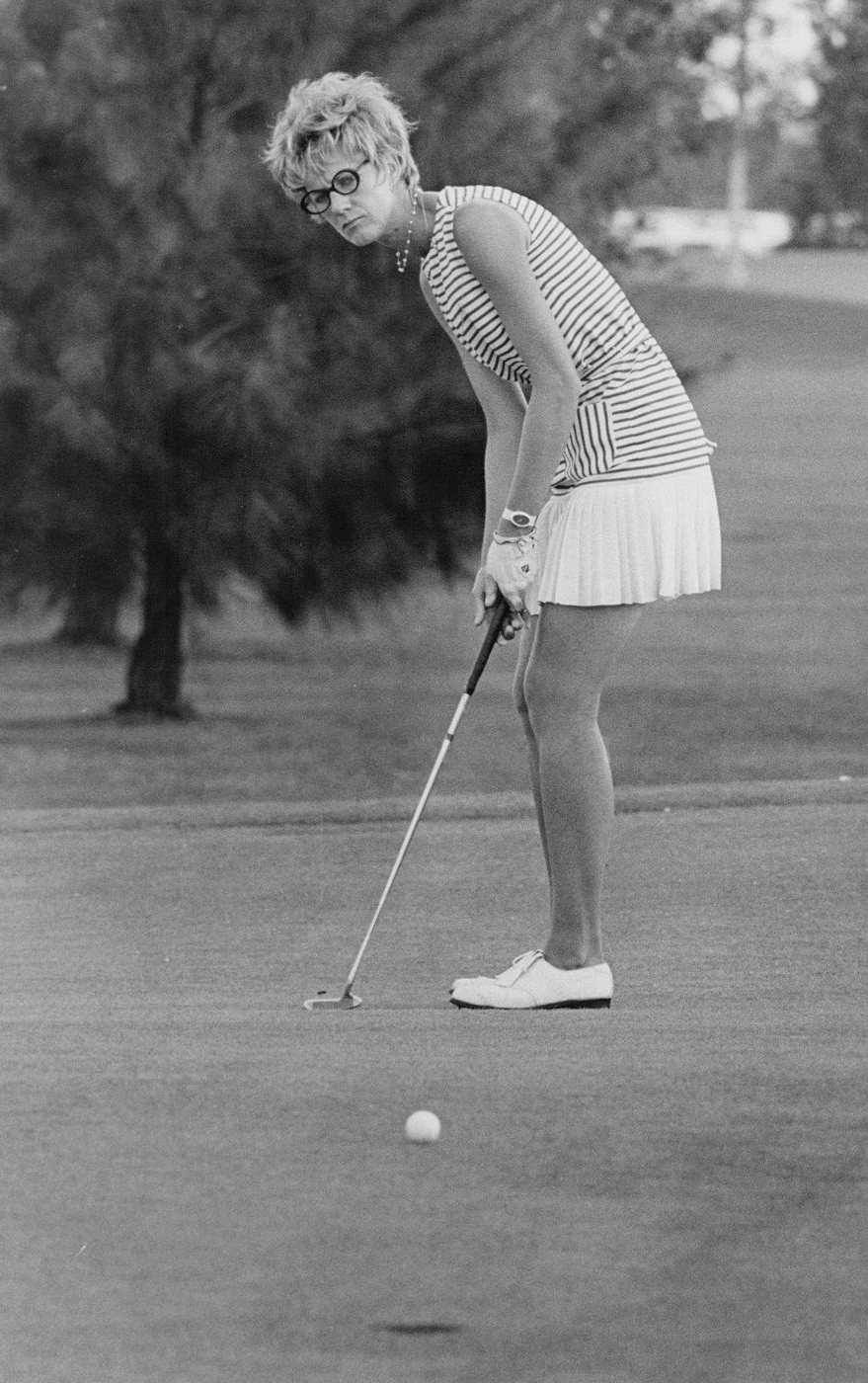
1970年

### LPGAツアー (38勝)
| 凡例                            |
| LPGAツアー メジャー選手権 (2勝) |
| その他のLPGAツアー (36勝)       |

| No. | 日付           | トーナメント                                         | スコア               | ストローク差 | 2位の選手                                                                           |
| --- | -------------- | ---------------------------------------------------- | -------------------- | ------------ | ----------------------------------------------------------------------------------- |
| 1   | 1964年3月22日  | 女子ウェスタンオープン                               | +8 (83-75-76-74=308) | 2打差        | ジュディ・キンボール ルース・ジェッセン                                             |
| 2   | 1965年6月27日  | レディ・カーリング・オープン                         | +1 (71-69-71=211)    | 3打差        | マリーン・ヘギー                                                                    |
| 3   | 1965年7月4日   | 全米女子オープン                                     | +2 (78-70-70-72=290) | 2打差        | キャシー・コーネリアス                                                              |
| 4   | 1966年4月17日  | ローリー・レディース・インビテーショナル             | E (72-70-74=216)     | 1打差        | ジョー・アン・プレンティス キャシー・ウィットワース                                 |
| 5   | 1966年4月24日  | ピーチ・ブロッサム・インビテーショナル               | E (72-73-71=216)     | 1打差        | マリーン・ヘギー                                                                    |
| 6   | 1966年5月29日  | バトンルージュ・レディース・インビテーショナル       | −7 (67-71-71=209)    | 2打差        | キャシー・ウィットワース                                                            |
| 7   | 1966年6月26日  | ウォータールー女子オープン・インビテーショナル       | −2 (71-70-73=214)    | 2打差        | キャシー・ウィットワース                                                            |
| 8   | 1967年5月7日   | トールシティ・オープン                               | −2 (73-70-71=214)    | 2打差        | ミッキー・ライト                                                                    |
| 9   | 1967年6月25日  | バックアイ・セービング・インビテーショナル           | −9 (70-68-69=207)    | 4打差        | クリフォード・アン・クリード                                                        |
| 10  | 1967年7月22日  | スーパーテスト・レディース・オープン                 | −6 (70-69-71=210)    | 2打差        | マージー・マスターズ                                                                |
| 11  | 1968年4月21日  | レディ・カーリング・オープン                         | −16 (66-66-68=200)   | 10打差       | キャシー・ウィットワース                                                            |
| 12  | 1968年4月28日  | ローリー・レディース・インビテーショナル             | −2 (71-71-72=214)    | 3打差        | キャシー・ウィットワース                                                            |
| 13  | 1968年5月5日   | シュリーブポート・キワニスクラブ・インビテーショナル | +1 (69-75-73=217)    | 1打差        | キャシー・ウィットワース                                                            |
| 14  | 1968年6月9日   | ブルーグラス・レディース・インビテーショナル         | −6 (71-70-69=210)    | 4打差        | サンドラ・ヘイニー                                                                  |
| 15  | 1968年7月14日  | パブスト・レディース・クラシック                     | −10 (71-70-65=206)   | 3打差        | キャシー・ウィットワース                                                            |
| 16  | 1968年7月21日  | バックアイ・セービング・インビテーショナル           | −7 (71-66-72=209)    | 1打差        | マリリン・スミス                                                                    |
| 17  | 1968年7月27日  | スーパーテスト・カナディアン・オープン               | −6 (69-73-71=213)    | 3打差        | ジュディ・キンボール                                                                |
| 18  | 1968年9月1日   | ウィローパーク・レディース・インビテーショナル       | −8 (68-68-69=205)    | 9打差        | パム・バーネット シャーリー・エングルホーン ベス・ストーン キャシー・ウィットワース |
| 19  | 1968年9月15日  | シャーリー・エングルホーン・インビテーショナル       | −5 (70-69-69=208)    | 5打差        | グロリア・エーレット                                                                |
| 20  | 1968年10月20日 | クオリティ・チェックド・クラシック                   | −4 (69-74-69=212)    | 2打差        | ジュディ・ランキン                                                                  |
| 21  | 1969年4月27日  | ローリー・レディース・インビテーショナル             | −4 (76-68-68=212)    | 1打差        | グロリア・エーレット                                                                |
| 22  | 1969年5月11日  | ダラス・シヴィタン・オープン                         | −4 (68-71-70=209)    | 2打差        | ドナ・カポニ                                                                        |
| 23  | 1969年7月20日  | ダンベリー・レディー・カーリング・オープン           | −1 (71-72-72=215)    | 2打差        | シャロン・ミラー キャシー・ウィットワース                                           |
| 24  | 1969年8月17日  | サウスゲート・レディース・オープン                   | +1 (70-72-75=217)    | 1打差        | ジャン・フェラーリス                                                                |
| 25  | 1969年8月24日  | トーナメント・オブ・チャンピオンズ                   | −3 (76-68-72=216)    | プレーオフ   | ジャン・フェラーリス                                                                |
| 26  | 1969年9月7日   | モルソンズ・カナディアン・オープン                   | −7 (70-70-72=212)    | 3打差        | サンドラ・ポスト キャシー・ウィットワース                                           |
| 27  | 1969年10月5日  | ミッキー・ライト・インビテーショナル                 | −7 (69-70-73=212)    | 2打差        | キャシー・ウィットワース                                                            |
| 28  | 1969年10月26日 | コーパス・クリスティ・シヴィタン・オープン           | +2 (74-70-68=212)    | プレーオフ   | キャシー・ウィットワース                                                            |
| 29  | 1970年2月15日  | バーディンズ・インビテーショナル                     | E (71-70-75=216)     | プレーオフ   | サンドラ・ヘイニー                                                                  |
| 30  | 1972年3月19日  | オレンジブロッサム・クラシック                       | −3 (73-72-68=213)    | 2打差        | キャシー・ウィットワース                                                            |
| 31  | 1972年6月4日   | レディ・カーリング・オープン                         | −9 (69-74-67=210)    | 2打差        | キャシー・ウィットワース                                                            |
| 32  | 1973年3月25日  | シアーズ女子クラシック                               | −5 (68)              | 2打差        | ジョイス・カズミエルスキー                                                          |
| 33  | 1974年2月17日  | ネイプルズ・ルリー・クラシック                       | −7 (70-70-69=209)    | 6打差        | ミュール・ブレア                                                                    |
| 34  | 1974年3月10日  | S&Hグリーンスタンプ・クラシック                      | E (76-74-69=219)     | 2打差        | キャシー・ウィットワース                                                            |
| 35  | 1975年6月15日  | ローソンLPGAクラシック                               | +1 (71-72-74=217)    | 2打差        | ジュディ・ランキン                                                                  |
| 36  | 1975年7月14日  | ボーデン・クラシック                                 | −7 (66-70-73=209)    | 1打差        | ジャン・フェラーリス                                                                |
| 37  | 1975年7月27日  | ジョージ・ワシントン・レディース・クラシック         | −13 (68-66-72=206)   | 4打差        | スージー・マカリスター                                                              |
| 38  | 1975年9月7日   | ダラス・シヴィタン・オープン                         | −8 (67-70-71=2068)   | 5打差        | サンドラ・パーマー                                                                  |

LPGAツアー プレーオフの記録 (3勝2敗)
| No. | 年     | トーナメント                               | 対戦相手                                      | 結果                                                   |
| --- | ------ | ------------------------------------------ | --------------------------------------------- | ------------------------------------------------------ |
| 1   | 1965年 | ベーブ・ザハリアス・オープン               | クリフォード・アン・クリード マリーン・ヘギー | ヘギーが3ホール目バーディ―で勝利 マンは2ホール目で脱落 |
| 2   | 1969年 | トーナメント・オブ・チャンピオンズ         | ジャン・フェラーリス                          | 1ホール目パーで勝利                                    |
| 3   | 1969年 | コーパス・クリスティ・シヴィタン・オープン | キャシー・ウィットワース                      | 3ホール目パーで勝利                                    |
| 4   | 1970年 | バーディンズ・インビテーショナル           | サンドラ・ヘイニー                            | 1ホール目パーで勝利                                    |
| 5   | 1975年 | ピーター・ジャクソン・クラシック           | ジョアン・カーナー                            | 2ホール目相手のバーディーにより敗退                    |

## メジャー選手権

### 勝利 (2勝)
| 年     | 選手権                 | スコア               | ストローク差 | 2位の選手                                 |
| ------ | ---------------------- | -------------------- | ------------ | ----------------------------------------- |
| 1964年 | 女子ウェスタンオープン | +8 (83-75-76-74=308) | 2打差        | ルース・ジェッセン、 ジュディ・キンボール |
| 1965年 | 全米女子オープン       | +2 (78-70-70-72=290) | 2打差        | キャシー・コーネリアス                    |